# Ben Heine
Benjamin Heine (ur. 12 czerwca 1983 w Abidżanie na Wybrzeżu Kości Słoniowej) – wielodyscyplinarny artysta plastyk i producent muzyczny. Stał się znany w 2010 roku dzięki wymyśleniu nowej formy sztuki zwanej „Pencil Vs Camera” (ołówek kontra kamera). Jest ilustratorem i fotografem, działającym w obszarze sztuki i wzornictwa. Jest twórcą serii dzieł sztuki, takich jak „Digital Circlism” oraz „Flesh and Acrylic” (ciało i akryl).
Urodził się w 1983 roku w Republice Wybrzeża Kości Słoniowej, a obecnie mieszka i pracuje w Belgii. Jest absolwentem dziennikarstwa oraz rysownikiem, fotografem i muzykiem samoukiem. Jego twórczość była prezentowana w największych gazetach, czasopismach i książkach na całym świecie, Azji i Rosji. Do roku 2009 jego twórczość była zaangażowana politycznie.
Heine zajął się produkcją i komponowaniem muzyki w 2012 roku, gra na perkusji i pianinie. Od 2012 roku jest właścicielem studia muzycznego. Jego pierwszy album muzyczny ukazał się w listopadzie 2015 r. Współpracował z Samsungiem i Mazdą.

## Dzieciństwo i edukacja
Ben urodził się w 1983 roku w Abidżanie, Republika Wybrzeża Kości Słoniowej, gdzie razem z rodzicami i trzema siostrami spędził pierwsze siedem lat życia. Rodzina przeniosła się do Brukseli (Belgia), w 1990 roku. Jego ojciec był inżynierem komercyjnym, a matka choreografką i nauczycielką tańca. Heine zaczął rysować mając 11 lat. W tym czasie jego największym zainteresowaniem cieszyła się sztuka wizualna.
W latach od 1988 do 2006, Heine podjął studia w różnych krajach, w tym w Republice Wybrzeża Kości Słoniowej, Belgii, Wielkiej Brytanii i Holandii. Uczęszczał do szkoły podstawowej Notre Dame de La Trinité w Brukseli. Jako nastolatek zgłębiał tajniki rysunku, malarstwa i pisania wierszy do utworów muzycznych oraz lekkiej atletyki. W 2007 roku Ben zdobył dyplom z dziennikarstwa, rozpoczął studia na Université Libre de Bruxelles (Wolny Uniwersytet Brukselski) i ukończył studia w IHECS (Instytut Wyższych Studiów Komunikacji Społecznej) i na Uniwersytecie Nauk Stosowanych w Utrechcie. Ben studiował również historię sztuki, rzeźbiarstwo i malarstwo w Hastings College of Arts and Technology oraz w Académie Royale des Beaux Arts de Bruxelles. Przez cały okres studiów uczył się również gry na instrumentach muzycznych, w tym na bębnach, djembe i fortepianie. Studia i zamiłowanie do komunikowania się zainspirowały go do nauki sześciu języków, francuskiego, angielskiego, holenderskiego, polskiego, hiszpańskiego i rosyjskiego.
Pomiędzy 2007 a końcem 2009 roku, Heine pracował, w celach zarobkowych w różnych branżach: jako copywriter w agencji komunikacji w Belgii, a później jako nauczyciel języka i trener w różnych szkołach w Brukseli. Pracował także jako kasjer w supermarkecie. Pomimo tych zajęć, priorytetem Bena zawsze pozostawała twórczość, każdej nocy zajmował się rysunkiem i malarstwem.
Rok 2010 był dla Heinego ważnym rokiem, ponieważ wówczas rozpoczął prace nad serią swoich głównych dzieł „Pencil Vs Camera” i „Cyfrowy Circlism”. Od 2010 roku aż do dzisiaj Heine wystawiał swoje prace na najważniejszych targach sztuki, w muzeach i galeriach na całym świecie. Od 2011 roku rozwijał również swój styl muzyczny.

## Sztuka

### Pencil vs camera

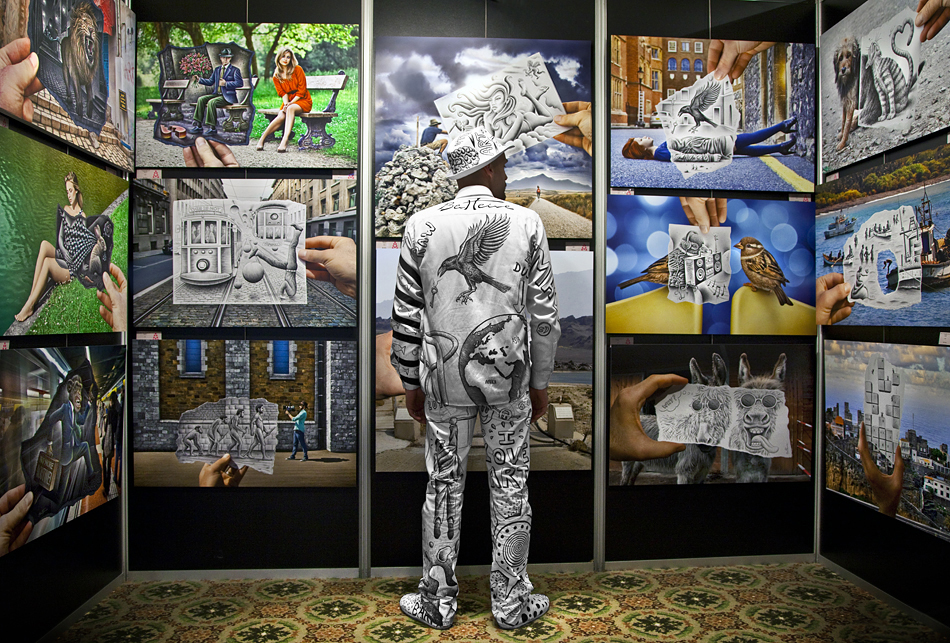
Ben Heine na Targach Sztuki Dostępnej w Brukseli

Prace z tej serii zazwyczaj składają się z ręcznie rysowanych szkiców 2D nakładanych, w określonej lokalizacji, na fragment fotografii sporządzonej przez artystę. Łączą one w sobie fotografię i rysunek, które nadają zwykłym scenom nową, surrealistyczną, wizjonerską lub romantyczna narrację. Nałożenie ręcznych szkiców wykonanych ołówkiem na fragmenty oryginalnych zdjęć pozwala artyście na rozszerzenie rzeczywistości i otwarcie drzwi do świata wyobraźni. W 2012 roku Heine wprowadził pewne innowacje do tej koncepcji, dodając kolory i czarny papier. W okresie od 2010 do 2016, dzięki wystawom i artykułom w głównych mediach kreacje Heinego zostały udostępnione szerszej publiczności. Pierwsze prace Heinego z serii Pencil Vs Camera szybko zyskały popularność w Internecie i przyniosły artyście pozytywną krytykę ze stron specjalistycznych i wpływowych środowisk artystycznych wraz z publikacjaminowości i międzynarodowymi wydarzeniami artystycznymi.
Nauczyciele ze szkół na całym świecie zaczęli wykorzystywać jego koncepcje, w celu rozwijania kreatywności u dzieci. Wśród podstawowych i średnich szkół publicznych, które uczą koncepcji Pencil Vs Camera Heinego znajdują się "International School of Beijing” "ColegioMenor w Quito”, "Dover College”, "Ecole Lamartine” "Ecole de Scorbé-Clairvaux” "Ecole Renaudeau”, "Collège La Bruyčre Sainte Isabelle” i inne. Od 2012 roku wielu twórców i artystów zapożycza wprowadzone przez Heinego innowacje do tworzenia podobnych prac 3D w różnych formach.

### Flesh and Acrylic

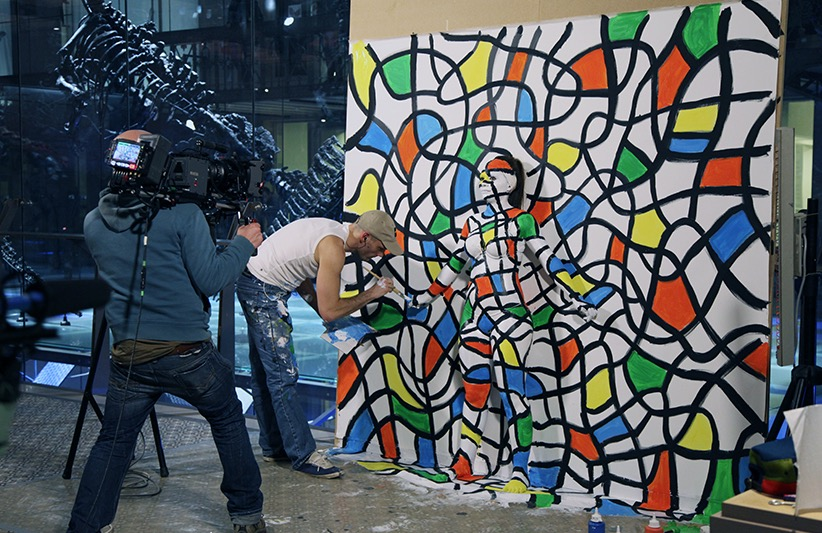
Spektakl na żywo Flesh and Acrylic w brukselskim Muzeum Nauk Przyrodniczych

Seria rozpoczęta w 2011 roku, w trakcie której Heine tworzy abstrakcyjne malarstwo akrylowe na dużych drewnianych panelach. W gotowej pracy trudno jest początkowo odróżnić, gdzie kończy się ludzka postać, a gdzie zaczyna się tło „płótna”, ponieważ oba elementy dzieła mieszają się ze sobą w jedną surrealistycznie abstrakcyjną wizję. Po ukończeniu kompozycji Heine robi zdjęcia, w celu ich wydruku i wystawienia w późniejszym okresie. W swój pierwszy projekt „Flesh and Acrylic”, sfilmowany dokumentalnie w 2011 roku przez włoskiego reżysera Davide Gentile, Heine zaangażował modelkę Caroline Madison. W okresie od 2012 do 2017, Heine wykonał szereg spektakli Flesh and Acrylic na żywo.

### Digital Circlism

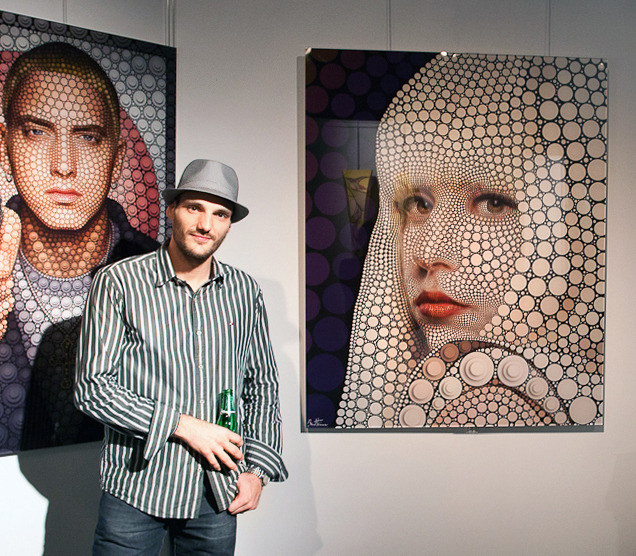
Ben Heine podczas wystawy Cyfrowy Circlism

Jest to nazwa, którą Heine nadał zupełnie nowej technice tworzenia, opracowanej w 2010 r. Jest to mieszanka Pop Artu z pointylizmem. W ramach tego projektu Heine zwykle wykonuje portrety gwiazd/ikon kulturowych za pomocą płaskich kółek w technice cyfrowej na czarnym tle. Każde koło ma jeden kolor i jeden ton. Trends Hunter mówi o Cyfrowym Circlismie: „Dzięki zastosowaniu oprogramowania graficznego i mnóstwie kreatywności, Ben Heine jest w stanie tworzyć kultowe twarze z historii i popkultury techniką rysowania okręgów o różnych rozmiarach i kolorach. Wszystko po to, aby nadać im dynamiczny i 3-wymiarowy efekt”. Artysta powiedział, że tworzy portrety od ponad 15 lat, ale dopiero niedawno zaczął rozwijać tą oryginalną technikę. "Od momentu rozpoczęcia pracy z wykorzystaniem narzędzi cyfrowych, to przyszło całkiem naturalnie, a jestem wielkim fanem Pop Artu i pointylizmu. Cyfrowy Circlism to ich nowoczesna mieszanka”.

### Inspiracje
Heine powiedział, że jest pod wpływem belgijskiego surrealizmu, niemieckiego ekspresjonizmu, amerykańskiego Pop Artu i socrealizmu. Abduzeezo mówi o Heinem: „Jego galerie pełne są wspaniałych rzeczy, a do tego potrafi pięknie się przemieszczać pomiędzy kilkoma kierunkami artystycznymi, tworząc niesamowitą sztukę, niezależnie od tego, w która stronę pójdzie”. Heine udzielił kilka wywiadów, w których wyjaśniał filozofię swojej twórczości.

## Muzyka
W 2011 roku Heine zaczął tworzyć muzykę elektroniczną, pisać piosenki, śpiewać i komponować. Od 2012 roku jest właścicielem studia muzycznego w Belgii. W 2013 roku utwór muzyczny Heinego „Fly With You” został dodany do zbiorczego albumu „Mesh 1.0” wydanego przez DMS w Wielkiej Brytanii. Od 2013 do 2014 roku pracował nad poszerzeniem swojej wiedzy z zakresu teorii muzyki i umiejętności gry na fortepianie. W 2014 roku Heine rozpoczął współpracę z innymi muzykami i piosenkarzami.
W 2015 roku muzyka Heinego została po raz pierwszy zaprezentowana publicznie w Moskiewskim Planetarium, w Narodowym Muzeum w Archangielsku, a w 2016 r. w tiumeńskim Muzeum Sztuk Pięknych w ramach objazdowej indywidualnej wystawy prac Heinego w Rosji. Pierwszy eksperymentalny album Bena Heinego „Sound Spiral” wydany został w 2015 roku. W marcu 2016 roku jego utwory muzyczne „Warsaw”, „I'm a Clown”, „Amour” i „It's Just a Play” zostały wybrane przez „Wix Music” i zagrane podczas festiwalu muzycznego SXSW.

## Zrealizowane wystawy
- 2017 "Ben Heine Art Jam", Jam Hotel, Brussels, Belgium
- 2017 "Flesh and Acrylic", Art Truc Troc, Bozar Museum, Brussels, Belgium
- 2017 "Pencil Vs Camera", ColorfieldGallery, Brussels, Belgium
- 2016 "Pencil Vs Camera Christmart", ColorfieldGallery, Paris, France
- 2016 "Ben Heine Art", Magic City, Dresden, Germany
- 2016 "Art and Music of Ben Heine", ArtMuza Modern Art Museum, Saint Petersburg, Russia[72][73][74]
- 2016 "Art and Music of Ben Heine", State History Museum, Omsk, Russia[75][76]
- 2016 "Digital Circlism", China FurnitureFair, Shanghai & Guangzhou en Chine[77]
- 2016 "Ben Heine Art and Music ", Fine Art Museum, Tyumen, Russia[69][78][79]
- 2016 "Surréalisme à la Belge", Centre Culturel des Roches, Rochefort, Belgium[80][81]
- 2015 "Ben Heine", National Museum, Arkhangelsk, Russia[82][82]
- 2015 "The Art & Music of Ben Heine", Moscow Planetarium, Russia[83][84]
- 2015 "FromCocoa to Choco", Harbour City, William Chan Design, Hong Kong[85]
- 2015 "Heine Mazda Car Design", Affordable Art Fair, Brussels, Belgium[86]
- 2015 "Colorful Car Show", Mazda, Namur Les Bains, Namur, Belgium
- 2015 "Festival Dont Vous Etes le Héros", Université de Namur, Belgium[87]
- 2014 "ParallelUniverse", DCA Gallery, Brussels, Belgium[88]
- 2014 "On The Draw, an IllustratedJourney", Promotur, Temporary Art Café, Turin, Italy[89]
- 2014 "Pencil Vs Camera", Accessible Art Fair, Cercle de Lorraine, Brussels, Belgium[90]
- 2014 "Museum Night Fever", Natural Science Museum, Brussels, Belgium[91]
- 2014 "An IllustratedJourney in Tenerife", Promotur, Canvas Studios, London, United Kingdom[92]
- 2014 "On The Draw, an IllustratedJourney", Promotur, Mercado San Anton, Madrid, Spain[93]
- 2013 "The Universe of Ben Heine", Hyehwa Art Center, Seoul, South Korea[94]
- 2013 "Pencil Vs Camera", Exhi-B, Event Lounge, Brussels, Belgium[95]
- 2013 "Taste Buds& Pure Street", Culinaria, Tour et Taxis, Brussels, Belgium[96]
- 2013 "Images Photo Club", Foto Museum, Den Haag, The Netherlands
- 2013 "Street Art Exhibition", Pavillon M, Tour de France Photo, Marseille, France[97]
- 2013 "Saint Valentine Magic", BegramoffGallery, Brussels, France[98]
- 2013 "Wallonie Bienvenue", Ben Heine Studio, Rochefort, Belgium[99]
- 2012 "The Best of BothWorlds", VIP Offices, Brussels, Belgium[100]
- 2012 "CreativeSketching in Lisbon", Samsung Portugal, Lisbon, Portugal[101]
- 2012 "Illusion and Poetry", The Art Movement, The Avenue, Brussels, Belgium[102]
- 2012 "Digital Circlism", Print Art Fest, McCann Erickson, Bucharest, Romania
- 2012 "Creative Pro Show", Aurelia Holiday in, Rome, Italy
- 2012 "Animal's Portraits", The Art Movement, AAF Battersea, London, United Kingdom
- 2012 "Pencil Vs Camera, Digital Circlism", Exhi-B Autoworld, Brussels, Belgium
- 2012 "Imagination Vs Reality", Accessible Art Fair, Conrad Hotel, Brussels, Belgium[103]
- 2012 "Pencil Vs Camera", Photokina, Cologne, Germany
- 2012 "Ben Heine for Louise Nights", MontBlanc, Brussels, Belgium
- 2012 "Art Shop Disco", Exhi-B, L'Arsenal, Brussels, Belgium[104]
- 2012 "Ben Heine for MontBlanc", MontBlanc, Amsterdam, The Netherlands
- 2012 "Celebrities Portraits", The Appart Gallery, Affordable Art Fair, Brussels, Belgium
- 2012 "Pencil Vs Camera", Gallery Garden, Affordable Art Fair, Brussels, Belgium[105]
- 2012 "Drawings and Photos", The Art Movement, London Art Fair, London, United Kingdom[106]
- 2012 "Pencil Vs Camera, Flesh and Acrylic", Art Event, Namur Expo, Namur, Belgium[107]
- 2011 "Drawings for Cape Verde", Start Stuff&ArtGallery, Mindelo, Cape Verde
- 2011 "Another World", Radeski Art Gallery, Liège, Belgium[108]
- 2011 "Space and Time", Gallery Garden, The Artistery, Brussels, Belgium[109]
- 2011 "Creative Explorations", The Artistery, Bank Delen, Brussels, Belgium
- 2011 "Flesh and Acrylic", Accessible Art Fair, Conrad Hotel, Brussels, Belgium[110]
- 2011 "EarlyDrawings", Gallery Garden, The Artistery, Brussels, Belgium
- 2011 "Pencil Vs Camera", The Art Movement, Affordable Art Fair, London, United Kingdom[111]
- 2011 "Digital Circlism and Pencil Vs Camera", Berliner Liste, Berlin, Germany
- 2011 "Pencil Vs Camera", Art London, The Art Movement, London, United Kingdom[112]
- 2011 "Simple Stories – Ben Heine Art", BAAF, Conrad Hotel, Brussels, Belgium
- 2011 "Pencil Vs Camera", The Artistery, Affordable Art Fair, Brussels, Belgium
- 2010 "Music For Life", Red Cross, The Artistery, Ronse, Belgium
- 2010 "Ben Heine World", TenWeyngaert X-Po 54, The Artistery, Brussels, Belgium
- 2010 "Creative Art series by Ben Heine", Appart Gallery, The Artistery, Brussels, Belgium
- 2010 "Paintings and Pencil Vs Camera", Law Courts of Hosdent, The Artistery, Braives, Belgium
- 2010 "Digital Circlism and Pencil Vs Camera", Art Event, The Artistery, Antwerp, Belgium
- 2010 "Pencil Vs Camera and Digital Circlism", Appart Gallery – The Loft, Brussels, Belgium
- 2010 "Ben Heine Photography", Samsung D'Light, Seoul, South Korea
- 2010 "Pencil Vs Camera", The NextGallery, Jacksonville, Florida, USA
- 2010 "EyeCatching Sketches", Accessible Art Fair, The Artistery, Conrad Hotel, Brussels, Belgium
- 2010 "Pencil Vs Camera", Le Coach, The Artistery, Brussels, Belgium
- 2006 "EarlyPaintings – Ben Heine", Les Coulisses Saint Jacques, Brussels, Belgium

## Sponsorzy i galerie
Od 2010 do 2013 roku, Ben Heine współpracował z Samsung Camera, został pierwszym „Imagelogger”, co związane było z tytułem programu zainicjowanego przez Samsunga, służącego do testowania przez międzynarodowych fotografów nowych aparatów fotograficznych Samsung. Ben testował i robił zdjęcia najnowszymi aparatami Samsung NX, obiektywami, w tym różnymi obiektywami Galaxy NX. Samsung również sponsorował częściowo jego projekt za pomocą Samsunga Note 10.1 w Lizbonie w 2012 roku, a następnie w 2013 roku jego indywidualną wystawę w „Hyehwa Art Center” w Seulu.
W 2014 roku Heine współpracował z Chromaluxe.121 W 2015 roku Ben Heine współpracował także z Mazdą, uczestnicząc w projektowaniu samochodu i w różnych innych wydarzeniach. Stał się ambasadorem marki Mazda w Belgii, w związku z czym podróżował do Atlanty i Barcelony, w celu uczestnictwa w imprezach firmowych Mazdy.
W 2016 roku prace Heinego wystawiane były między innymi w galeriach Colorfield Gallery w Belgii i Francji, Expomania w Rosji, The Art Movement w Wielkiej Brytanii, William Chan Design w Hongkongu, INMD w Korei Południowej, Mahlstedt Gallery i iCanvas w USA, Kare Design w Niemczech, DCA Gallery i Begramoff Gallery w Belgii. W 2016 roku, Heine był jednym z belgijskich opiniotwórców, którzy brali udział w „OwnTheTwilight”, projekcie zainicjowanym przez Samsunga prezentującym zdjęcia wykonane przy użyciu Galaxy S7 Edge.